# Кюбяинде
Кюбяинде (якут. Күбэйиндэ) — село в Вилюйском улусе Якутии, центр и единственное поселение Югюлятского наслега.

## География
Расстояние до улусного центра города Вилюйска — 200 км. Ближайшие наслега — Тербяс (40 км.), Багадя (50 км.), Усун (55 км.). От села до пристани Айаан — 12 км.

## История
Угулятский род упоминается с 1634 года с собрания ясака мангазейским казаком П. Ивановым, захватившими аманатов у угулятского князца Гориуля (в этот год собрано 80 соболей). В 1639 г. ясак был собран тобольским казаком В. Шаховым в виде 172 соболя. В 1641 г. из угулятского рода было собрано 1965 соболей. В 1822 г. образовался Угулятский тунгусский род. В 1824 г. угуляты Вилюйского округа Якутской области состояли из 269 мужчин и имели 133 оленя. В 1860 году у озера Кюбяинде построена часовня, затем в 1881 году часовня преобразуется в Угулятскую Благовещенскую Церковь (которая работала до 1929 г.). Новая церковь была построена на средства прихожан Угулятского тунгусского рода. Состав Угулятского прихода входило 1098 прихожан, проживавших в Угулятском, 2 Хатыгинском, Бятинском, Жарханском, Кулятском, Шологонском и 2 кулятском наслегах Верхневилюйского улуса. Священниками долго работали Николай Семенович Попов, Винокуров Илья Ионович, Протопопов Михаил Евсеевич и Александр Николаевич Попов. По переписи 1897 г. в Угулятском роде числилось 534 человека. В 1911 году Угулятский тунгусский род преобразуется в Угулятский наслег Удюгейского улуса Вилюйского округа и насчитывала 134 хозяйства (542 чел.). Тогда же существовал еще 2-й Угулятский род насчитывающий 159 человек в Оленекском улусе. В октябре 1919 г. в доме священника А. Н. Попова открывается школа-пансион, инициаторами были А. А. Попова и Устинов А. П.(утвержден летом 1919 г. на экономическом совещании правителем России А. В. Колчаком). Первыми учителями были Попова Анна Александровна и Попов Вонифатий Александрович, в 1920-21 уч.г. обучались 16 детей. С 1922 по 1924 гг. с связи гражданской войной школа закрывается. В 1920 г. открывается изба-читальня (библиотека). В 1925 г. в селе учрежден потребительский кооператив «Тюнг», в 1934 г. построена типовой магазин. В 1939 г. за счет укрупнения 6 малых колхозов 2 наслегов: Угулятска и 3-го Кулятска, появляются 2 больших колхоза — «им. Энгельса» и «им. Крупской». Население увеличивается до 900 чел. В годы Великой Отечественной войны на фронт и на трудовой фронт отправляется 129 человек, из них погибают в боях 63 человека. В наслеге от голода и болезней умирает 170 человек (из них 69 детей). Население села резко сокращается. В 1950 г. за счет укрупнения 2 колхозов появляется один большой колхоз им. Ленина (3-й Кулятский наслег становится участком Угулятского наслега). Центром наслега становится Уодэх (Кюбяинде). В 1953 г. построена новая школа. С 1960-х гг. увеличивается строительство частных домов и 4-квартирных домов. В 1985—1986 гг. построены — школа на 192 места, 10-коечная больница, типовой магазин. С 1990-х годов строительство снижается, происходит отток населения с 750 чел. по 600 чел.

## Население
| 1897 | 1926 | 1989 | 2002 | 2010 | 2011 | 2012 |
| ---- | ---- | ---- | ---- | ---- | ---- | ---- |
| 534  | ↗542 | ↗720 | ↘600 | ↗619 | →619 | ↘612 |
| 2013 | 2014 | 2015 | 2016 | 2017 | 2018 | 2019 |
| ↘600 | ↘586 | ↗596 | ↘592 | ↘583 | ↘570 | ↗577 |
| 2020 | 2021 |      |      |      |      |      |
| ↘561 | ↘560 |      |      |      |      |      |

Национальный состав
Большинство жителей - якуты - 89%; эвенки - 10%.

## Инфраструктура
В селе имеются средняя школа на 150 мест, почта, КСК, библиотека, 2 магазина, пекарня, Югюлятская участковая больница стационар на 5 коек, детсад «Тугутчаан». В селе 151 жилой дом. Краеведческий музей им. Е.Т. Герасимова, сквер Матери, парк культуры.

## Улицы
1. Центральная
2. им. А.А. Попова
3. им. П.Е. Ефремова
4. Победы
5. Школьная
6. Парковая
7. Молодёжная
8. Лесная
9. Новая

## Уроженцы Югюлятского наслега
- Попов А. А. — этнограф, к.и.н., работал старшим научным сотрудником ИЭ АН СССР им. Миклухо-Маклая.
- Ефремов П. Е. — этнограф, работал старшим научным сотрудником ИЯЛИ ЯФ СО АН СССР.
- Герасимов Е. Т. — лектор-пропагандист, партийный и советский работник, заслуженный работник культуры ЯАССР.